# بخش آکولا
بخش آکولا (به انگلیسی: Akola district) یک منطقهٔ مسکونی در هند است که در Amravati division واقع شده‌است. بخش آکولا ۵٬۴۲۸ کیلومتر مربع مساحت و ۱٬۸۱۳٬۹۰۶ نفر جمعیت دارد.